# Бернхард II (Швидница)
Бернхард II от Швидница (на немски: Bernhard II von Schweidnitz; на полски: Bernard Świdnicki; * ок. 1288; † 6 май 1326) е господар на Фюрстенщайн и Явор, от 1301 до 1326 г. херцог на Швидница-Явор (в Полша).

## Живот
Произлиза от фамилията на силезските Пясти. Той е вторият син на херцог Болко I († 1301) и Беатриса († 1316), дъщеря на маркграф Ото V фон Бранденбург. Брат е на Болеслав († 1320), Хайнрих I († 1346), Болко II фон Мюнстерберг († 1341), Юдит/Юта († 1346), омъжена за херцог Стефан I от Долна Бавария.
След смъртта на баща му малолетният Бернхард и братята му са под опекунството на чичо им Херман III фон Бранденбург. Около 1310 г. той се жени за Кунигунда († 1333), дъщеря на полския крал Владислав I Локетек. След смъртта му неговата вдовица Кунигунда се омъжва втори път през 1328 г. за херцог Рудолф I фон Саксония-Витенберг.

## Деца
Бернхард и Кунигунда имат децата:
- Болко II († 1368)
- Хайнрих II († 1343)
- Констанца (1309/13 – 1363), ∞ 1324/26 Примислаус/Примко фон Глогау († 1331)
- Елизабет (1314/15 – 1348), ∞ 1326 Болко II фон Опелн († 1356)